# Naturalisme (lingüística)
|  | Per a altres significats, vegeu «Naturalisme (filosofia)». |

El  naturalisme  és, en lingüística, una concepció filosòfica del llenguatge com a producte de la natura, igual que ho seria qualsevol altre ésser.
Aquesta idea s'oposa al convencionalisme i va ser defensada pels primitius gramàtics grecs, destacant entre ells Cràtil.
Per als naturalistes la llengua seria en el seu origen clara, veraç, i totalment adequada i és amb el seu ús i amb el pas dels segles com l'home la degrada i la desfigura. Aquesta concepció està molt relacionada amb la concepció religiosa de la Grècia antiga.
Proposaven els naturalistes una etimologia per la qual es capbussa en les formes originals de les quals derivava el llenguatge que parlaven, per recompondre i restituir els significants amb els significats de forma necessària. És a dir, reprendre la contingència que ells creien entre la paraula i l'objecte que designa.